# Ударная группа (РККА)
Ударная группа — исторический военный термин, получивший распространение в советской военной науке в 30-х годах XX века в ходе развития теории глубокой операции и глубокого боя.
В рамках представлений того времени ударная группа представляла из себя элемент боевого порядка стрелковых частей Красной Армии (РККА) сформированный для нанесения главного удара.

## История
Основные положения об организации ударных групп были закреплены в Боевом уставе Красной Армии, от 1927 года. Как правило, в состав ударной группы в наступательных действиях выделялось основная масса средств огневого воздействия и не менее двух третей сил пехоты; остальные силы и средства направлялись в состав сковывающей группы. Например, дивизионная ударная группа состояла минимум из двух стрелковых полков, наступающих в одном эшелоне; ширина фронта её наступления составляла около 2—2,5 километров (иногда более). В обороне ударная группа держалась во втором эшелоне и предназначалась для уничтожения сил противника, прорвавших оборонительные порядки сковывающей группы. В некоторых ситуациях ударные группы создавались для нанесения вспомогательных ударов на второстепенных направлениях. В полной мере организационный состав, боевые задачи и порядок задействования ударной группы были отражены в ПУ 36.
На основе боевого опыта Великой Отечественной войны был сделан вывод о нецелесообразности разделения боевого порядка на сковывающую и ударную группу. В дальнейшем, понятие ударная группа стало применяться для обозначения войск ударной группировки.